# Mesolia microdontalis
Mesolia microdontalis là một loài bướm đêm trong họ Crambidae.